# Neusademhaling
Neusademhaling is ademhaling door de neus. De neusademhaling is om verschillende redenen een betere ademhaling dan de mondademhaling. Paarden, haasachtigen en knaagdieren zijn obligate neusademhalers.
Door middel van de ademhaling gaat er bij de mens ongeveer tien liter lucht per minuut naar de longen. In de neus bevinden zich neusharen die stofdeeltjes tegenhouden. Fijnere deeltjes zoals bacteriën, schimmelsporen of virussen blijven kleven in het slijm dat zich op de oppervlakte van neusholte, luchtpijp en bronchiën bevindt. Een tweede functie van het slijmvlies is het verwarmen en vochtig maken van de lucht. Daarnaast stroomt de lucht langs het reukslijmvlies en wordt dus tijdens de inademing gecontroleerd. De lucht gaat door de neus door de luchtpijp, bronchiën en bronchiolen naar de longblaasjes.
De longen halen zuurstof uit de lucht en geven er koolstofdioxide aan af. 